# Santa Olalla del Cala

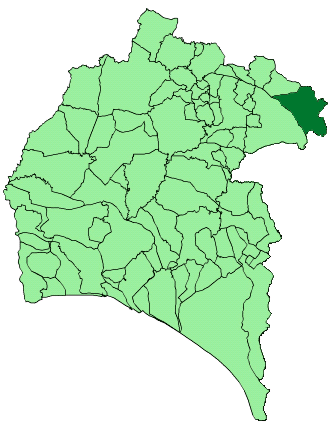
Localização de Santa Olalla del Cala

Santa Olalla del Cala é um município da Espanha na província de Huelva, comunidade autónoma da Andaluzia, de área 204 km² com população de 2142 habitantes (2007) e densidade populacional de 10,71 hab/km².

## Demografia
| Variação demográfica do município entre 1991 e 2004 | Variação demográfica do município entre 1991 e 2004 | Variação demográfica do município entre 1991 e 2004 | Variação demográfica do município entre 1991 e 2004 |
| --------------------------------------------------- | --------------------------------------------------- | --------------------------------------------------- | --------------------------------------------------- |
| 1991                                                | 1996                                                | 2001                                                | 2004                                                |
| 2342                                                | 2285                                                | 2192                                                | 2176                                                |